# Kuithol
Het Kuithol is een heuvel in de Vlaamse Ardennen gelegen ten zuiden van Zulzeke en ten noorden van Ronse in de Belgische provincie Oost-Vlaanderen.
Het Kuithol start aan de voet van de gehele beklimming van de Hoogberg-Hotond. Aan de voet stroomt ook de Kuitholbeek. De top is gesitueerd op de verbindingsweg N60 tussen Oudenaarde en Ronse.